# ナラー・ユナイテッドFC
ナラー・ユナイテッドFC（タイ語: สโมสรฟุตบอลนรา ยูไนเต็ด, 英語: Nara United Football Club）は、タイ王国のナラーティワート県をホームタウンとするサッカークラブ。

## 歴史
ナラーティワートFC（英語: Narathiwat Football Club）として創設された。
2004年にラーチャブリー県で開催された第34回Thailand National Gamesに初出場した。2006年にプロヴィンシャル・リーグに加入。翌2007年にタイ・ディヴィジョン1リーグ（2部）に加入したが、グループAで8位に終わり、リージョナルリーグ・ディヴィジョン2（3部）に降格した。2009年にディヴィジョン2の南部リーグで初優勝。チャンピオンシップで3位に入り、ディヴィジョン1に復帰した。また、同年にトラン県で開催された第38回Thailand National Gamesで金メダルを獲得した。
2010年はディヴィジョン1で最下位に終わる。昇格・降格プレーオフでもディヴィジョン2のバンコクFCに1-7、1-4で完敗した。同年、Super Champion Cupで、ピッサヌロークFCやアユタヤFCを破って決勝に進出すると、決勝でもチェンライ・ユナイテッドFCに勝利して初優勝した。また、チョンブリー県で開催された第39回Thailand National Gamesに出場し、準決勝でチョンブリーFC相手に敗退したが、銅メダルを獲得した。
ディヴィジョン2に降格が決定した後にクラブ名をナラー・ユナイテッドFCに変更した。2013年に南部リーグで優勝した。
ライバルチームは同じタイ南部地方をホームタウンにするサトゥーン・ユナイテッドFC（サトゥーン県）、ヤラーFC（ヤラー県）である。

## タイトル

### 国内タイトル
- リージョナルリーグ・ディヴィジョン2 南部 (2) : 2009, 2013
- Thailand National Games 金メダル (1) : 2009
  - 銅メダル (1) : 2010
- Super Champion Cup (1) : 2010

## 過去の成績
- 2006 プロヴィンシャル・リーグ : 5位
- 2007 タイ・ディヴィジョン1リーグ グループA : 8位 (降格)
- 2008 リージョナルリーグ・ディヴィジョン2 グループA : 3位
- 2009 リージョナルリーグ・ディヴィジョン2 南部 : 優勝
  - 2009 リージョナルリーグ・ディヴィジョン2 チャンピオンシップ : 3位 (昇格)
- 2010 タイ・ディヴィジョン1リーグ : 16位 (降格)
- 2011 リージョナルリーグ・ディヴィジョン2 南部 : 8位
- 2012 リージョナルリーグ・ディヴィジョン2 南部 : 3位
- 2013 リージョナルリーグ・ディヴィジョン2 南部 : 優勝
  - 2013 リージョナルリーグ・ディヴィジョン2 チャンピオンシップ : グループA 4位